# Vito Paradiso
Vito Paradiso (Rapolla, 1942) è un cantautore e musicista italiano.
Cantante solista e leader dei De De Lind: gruppo rock progressivo italiano degli anni settanta dell'area milanese; nei suoi progetti da solista si è avvalso della collaborazione di musicisti di band affermate. Ha scritto numerosi testi per i Dik Dik ed insegna chitarra.

## Discografia

### Con i De De Lind

#### 45 giri
- 1969 - Anche se sei qui / Come si fa? (Windsor)
- 1970 - Mille anni / Ti devo lasciare (Mercury)
- 1971 - Signore dove vai / Torneremo ancora (Mercury)
- 1973 - Fuga e morte / Paura del niente (Mercury)

#### LP
- 1973 - Io non so da dove vengo e  non so dove mai andrò, uomo è il nome che mi han dato (Mercury)

### Solista

#### 45 giri
- 1975 - 500 blu / Poeta racconta (Durium, Ld A 7880)
- 1975 - Inverno / Vengo via con te (Durium, Ld A 7899)
- 1978 - Noi belli noi brutti / Ubriachi nella notte (Durium, Ld A 8033)
- 1980 - Per lasciare una traccia / Io da una parte (Durium, Ld A 8087) (promo)

#### LP
- 1978 - Noi belli noi brutti (Durium, MSAI 77399)
- 1980 - Per lasciare una traccia (Durium, MSAI 77411)